# PaGamO
《PaGamO》（台語：打Game學）是一款線上遊戲學習網站平台遊戲，名字源自學生相約一起打遊戲的台語「打Game學(phah game o̍h)」，前身是國立台灣大學電機學系老師葉丙成在其機率課中建立的BJ Online遊戲，為第一個放上MOOCs的線上遊戲的學習系統，曾於2014年獲得賓夕法尼雅大學沃頓商業學院「第一屆教學創新大獎」總冠軍。玩家可以打造自己的大島嶼或小島嶼，而島嶼由一個個小正六邊形所組成；可以攻佔無主或他人的領土，擴張領土，也可以將佔領的土地蓋上各種地形，要靠答題獲得島嶼。

PaGamO遊戲裡的地形「黃金女神」

## 遊戲背景
遊戲故事：「海曆2766年，末日浩劫突然降臨。地殼異動，天地發出怒吼，海嘯吞噬了整個境海大陸。
大多數人類因這場巨變失去了生命，殘存的人們則為了生存掙扎。黑暗女神帶著異世界的妖怪到處肆虐，試圖毀滅人類。「去吧!我的孩子們...毀滅那些可恨的人類吧!」智慧女神孕育的智慧之石，是世界恢復生機的唯一希望。然而，希望卻被黑暗女神摧毀，智慧之石碎裂成七片散落在世界各地。虛弱的智慧女神最終也被黑暗女神永久禁錮。失去智慧之石和女神庇護後，世界失去生機，有限的土地和資源，讓人類陷入戰爭、恐慌...部分勇敢的人類仍然抱持希望，希望用自己的智慧創造土地，並無懼魔王軍的威脅，踏上尋找智慧之石碎片的旅程。你願意，加入我們嗎？」藉由此故事激發孩子學習好奇心。

## 玩法概要

### 攻擊
點擊與自己土地相鄰的無主地或是他人的領土，按下前進」，即可答題，若答對，目標的血量將下降，若下降至0，即可攻佔該土地。商店當中販賣的攻擊道具也可以用來攻擊敵人的領地（最多攻擊到只剩下一滴血）。

### 防守
點擊自己的土地，按下「訓練」，即可答題，若答對，目標的血量將上升60，可以讓該地較不容易被敵人攻陷。商店當中販賣的土地營養劑也可以增加自己一塊土地的血量。

### 建造地形
當訓練地形到第五級時，即可使用地形，按下「建造」，若答對，即可將地形升級，同時增加血量。

## 遊戲角色
蜜雅、麻呂、巴塔爾、蘇菲、卡希娜、亞弭爾

## 功能選單

### 任務書
分為「一般任務」、「世界任務」、「素養任務」三種。也可以看到任務的完成度、獎勵等資訊。

### 自選章節
可以在這裡選擇自己想答題的題庫，題目包含國語、數學、社會、自然、英語等學科，也有理財、閱讀、環保、反毒或防災等不同的題目。

### 魔物指針
與其他玩家一同答題與魔物戰鬥，攻擊損敵方的血量可以變成「魔幣」，魔幣可以買到一些平常不能拿到的地形。

魔物指針的答題畫面，右側是答題框、題目與選項。

(答題題目不能為一般任務)

### 學科挑戰
消耗「挑戰券」答題，系統會根據答對的題數決定玩家的星幣數，星幣可以在星星商店購買原本屬於素養品學堂的各種東西。
另外，每月都有3張免費挑戰卷

### 每日獎勵
每天登入可以拿到一個獎勵，將以大富翁方式決定它是怪獸、道具、地形還是材料；而每月登入達7、14、21、28天，可以拿到另外一份獎勵。且一個月換一次不同的獎勵。

### 鍛造之錘
可以用背包裡的材料做出便宜於市價的道具或者平時難以取得的地形。

### 交易市集
玩家與玩家之間的交易，可用其他玩家出的價格來購買各種道具、地形，而玩家也能上架自己想要出售的東西，但是碎片及一些特定物品不可出售。（交易市集有上架費用機制）

## 背包

### 怪獸
可幫忙玩家防禦土地，敵人需要多答一題才能消滅牠。

### 道具
有各式各樣的功能，例如用以回復自己的能量(如紫色魔法藥水)、用以攻擊他人(如炸彈)...

### 地形
可以讓玩家建造在自己的土地上，裝飾島嶼並增加土地最高血量。分為七種地形，草原、荒沙、密林為基本地形，攻佔野地即可獲得；櫻花、楓葉、雪地為季節地形分別在春季、秋季、冬季可獲得，最後黃金為特殊地形，搜集碎片組成。在每種地形上，可以運用地形卡蓋建物，地形卡分為一到三星，所對應的是血量的不同。

### 材料
用於「鍛造之錘」即可鍛造地形或道具。

## 外部連結
- 官方网站
- PaGamO的Facebook專頁